# وزارة الأوقاف والشؤون الدينية (سلطنة عمان)
وزارة الأوقاف والشؤون الدينية هي الوزارة المسئولة عن إدارة الأوقاف في سلطنة عمان، أنشئت عام 1997 بناءً على المرسوم السلطاني رقم 84/97 الذي تم فيه تغيير مسمى وزارة العدل والأوقاف والشؤون الإسلامية إلى. وزارة العدل وتم به فصل وزارة الأوقاف والشؤون الدينية عن وزارة العدل، حيث أنيط بهذه الوزارة تنظيم جميع ما يتعلق بالأمور الدينية داخل السلطنة أوقاف والشؤون الإسلامية إلى وزارة العدل وتم به فصل وزارة الأوقاف والشؤون الدينية عن وزارة العدل.
قامت الوزارة بإنشاء عدد من المديريات التي تختص بالنشاطات الدينية الإسلامية في كامل أنحاء السلطنة، فأنشئت المديرية العامة للمساجد ومدارس القرآن الكريم التي أهتمت بتنظيم عملية تدريس القرآن الكريم في مختلف ولايات وقرى السلطنة وفتح مراكز لتحفيظ القرآن الكريم خلال العطلة الصيفية للمدارس، بالإضافة إلى المشاركة في مسابقات تحفيظ القران خارج السلطنة.
ومن اختصاصات الوزارة بناء المساجد والمحافظة عليها. أما في مجال الأوقاف ترعى المديرية العامة للأوقاف وبيت مال الوقف وادارته واستغلاله في المجالات المحددة لها بما في ذلك مساعدات الائمة والمؤذنين ومدرسي القرآن الكريم وأمور متعددة أخرى.
ومن المديريات التابعة للوزارة المديرية العامة لتنمية الأوقاف بيت المال التي تهتم بتنمية الأوقاف وبيت المال وتقوم باستثمار أموال الأوقاف في المشاريع التي لها مردود عالي، وأنشأت هذه المديرية مشروع السهم الوقفي الذي سهل عملية مساهمة المسلم في المشاركة في الوقف بمبالغ بسيطة كان لها دور في خدمة وتنمية الأوقاف أيضاً.
وتوجد أيضاً مديرية الوعظ والإرشاد التي تهتم بكل ما يتعلق بالوعظ والإرشاد من خطب ومحاضرات وبحوث وأئمة وخطباء، ومن اختصاصها أيضاً الاهتمام بالحج والعمرة وتنظيم عملية الحج للمواطنين والمقيمين، وطباعة الكتب الدينية وغيرها.
كما أن الوزارة يتبعها مكتب الإفتاء الذي يختص بإصدار الفتاوي الشرعية، كما أنه يقوم بإلقاء المحاضرات الدينية واحياء المناسبات الدينية في مختلف مناطق السلطنة.